# Rafael Ibarguren Schindler
Rafael Ibarguren Schindler EP (* 26. Juni 1952 in Buenos Aires, Argentinien) ist ein katholischer Geistlicher und war bis Ende Mai 2011 Administrator des Apostolischen Vikariats San Miguel de Sucumbios. Er gehört zu den Herolden des Evangeliums.

## Leben
Aufgewachsen in Argentinien, trat er bei den Herolden des Evangeliums ein und wurde am 8. Dezember 2004 in Avezzano (Italien) zum Diakon geweiht. Seine Priesterweihe erfolgte am 15. Juni 2005 in São Paulo. Er gehört zur Gemeinschaft apostolischen Lebens Virgo Flos Carmeli. Philosophie und Theologie studierte er in São Paulo und erlangte ein Lizenziat in Moraltheologie.

## Administrator in Sucumbíos
Seit 30. Oktober 2010 war er Administrator des Apostolischen Vikariats San Miguel de Sucumbíos, was zu vielfältigen Konflikten in der Bevölkerung und auch mit dem Präsidenten führte. Er wurde jedoch zunächst von Rom unterstützt. Zuvor amtierte dort der volksnahe Bischof Gonzalo López Marañón. Große Teile der Bevölkerung setzten sich dafür ein, dass er weiterhin Bischof bleiben könne. Ende Mai 2011 beschloss die Ecuadorianische Bischofskonferenz, dass sowohl der Orden der Unbeschuhten Karmeliten, dem Marañón angehört, als auch die Herolde des Evangeliums das Gebiet des Vikariats verlassen müssen. Vorübergehend wurde der Bischof von Guaranda, Ángel Polibio Sánchez Loayza, zum Apostolischen Administrator ernannt.

## Einzelbelege
1. ↑   Vgl. zu den genauen biographischen Daten http://www.virgofloscarmeli.org/en/apostolic_vicariate.html
2. ↑   Vgl. auch zum Folgenden Thomas Seiterich: Kreuze aus Schwertern, in: Publik-Forum Nr. 5/2011 vom 11. März 2011, S. 58–59.
3. ↑   Vgl. https://web.archive.org/web/20110401030446/http://www.domradio.de/aktuell/72378/correa-aergert-den-vatikan.html
4. ↑  Meldung auf blickpunkt-lateinamerika vom 8. Juni 2011

| Personendaten    | Personendaten                                                          |
| ---------------- | ---------------------------------------------------------------------- |
| NAME             | Ibarguren Schindler, Rafael                                            |
| KURZBESCHREIBUNG | katholischer Ordenspriester, Administrator von San Miguel de Sucumbíos |
| GEBURTSDATUM     | 26. Juni 1952                                                          |
| GEBURTSORT       | Buenos Aires, Argentinien                                              |